# Cyclanorbinae
Sous-famille
Les Cyclanorbinae sont une sous-famille de tortues. Elle a été décrite par Richard Lydekker en 1889.

## Répartition
Les espèces de cette sous-famille se rencontrent en Afrique et en Asie.

## Liste des genres
Selon TFTSG (28 juin 2011) :
- genre Cyclanorbis Gray, 1854
- genre Cycloderma Peters, 1854
- genre Lissemys Smith, 1931

## Publication originale
- Lydekker, 1889 : Catalogue of the Fossil Reptilia and Amphibia in the British Museum. London: British Museum of Natural History, p. 1-239 (texte intégral).